# 曲速引擎

可视化的曲速场，宇宙飞船静止于正常时空的气泡中。

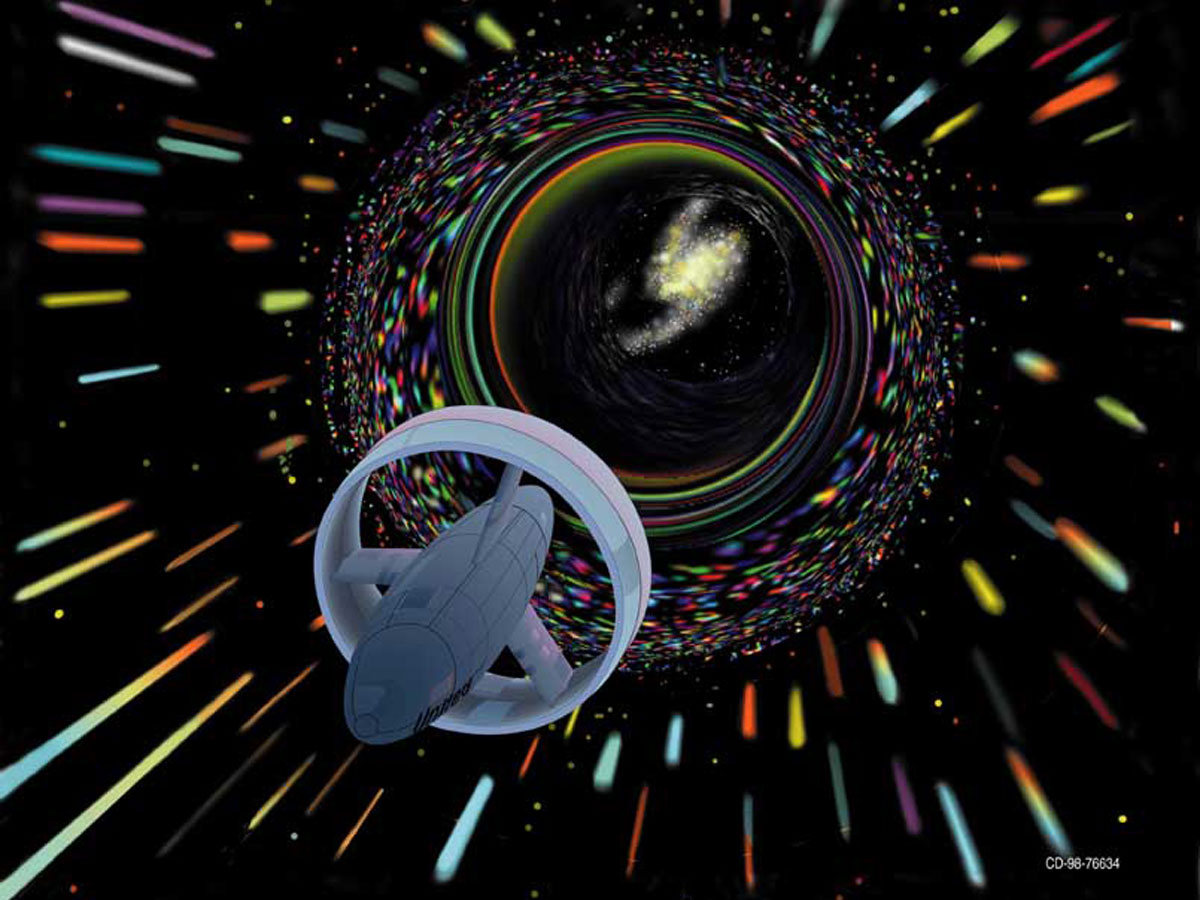
美國太空總署曲速研究計劃中的曲速引擎船艦示意圖。

曲速引擎（英語：Warp drive）是一种假想的超光速（faster-than-light, FTL）推进系统，经常出现于科幻小说的设定中，尤以在影片《星际旅行》中最为常见。一架装载着曲速引擎的宇宙飞船，可以以快于光速的几个数量级的速度航行，同时又回避了时间膨胀的相对论性的问题。与其他科幻作品的超光速技术（比如跳跃引擎、銀河便車指南系列中的无限不可能引擎）不同，曲速引擎并不允许在两点间进行瞬时旅行；曲速引擎技术在宇宙飞船周围创造出了一种正常时空的人工“气泡”。（这与进入独立的区域或次元截然相反，比如出现在星际大战、星际之门、战锤40000、巴比伦5号中的超空间。所以，以曲速速率航行的宇宙飞船在“正常时空”中仍能继续与物质相互作用。
運用空間翹曲（space warp）作為推進工具已成為一些物理學家（例如米給爾·阿庫別瑞）的理論推導主題（參見阿庫別瑞引擎），然而目前尚未有堅實的技術方法被提出，也不知道阿庫別瑞所提的效應理論上要怎麼引發。

## 星际迷航中的曲速

### 發展史
星际旅行中多個星球都有自己開發出曲速的發展歷史；在地球，曲速是由季弗蘭·寇克瑞恩（Zefram Cochrane）所開發。在電影《戰鬥巡航》裡提到的發明年代是第三次世界大戰終戰後10年的2063年，試飛船為鳳凰號；但在原始影集《星际迷航：初代》裡則暗示曲速科技更早些年就已經被使用，雖然證據不明。小說《星际旅行之星際聯邦》（Star Trek: Federation）則提到2061年寇克瑞恩發明曲速引擎。
其他文明，比如瓦肯人或安多利亞人則比地球更早發明曲速引擎，在地球開始接觸外星文明的前期（例如：22世紀），這些行星的曲速科技也遠超前於地球所能及，比如最高可達速度與最高巡航速度。
在星际旅行試映劇集《The Cage》裡，曲速被稱為「時間翹曲」（time warp）。這集裡反應了時間障（time barrier）已被打破，但既然這些對話是對一群船隻失事的星際旅行者報告的新消息，則不可能是指光速障的打破。（試映劇集描繪了許多與後來影集不相符的事情。）
曲速航行的速率通常以曲速層級（warp factor）代之。一般認為曲速1級是真空光速（c）；更高的層級下，速率呈指數增加。原始影集的數個劇集曾設定了企業號冒著危險以高曲速層級航行，一度高到曲速14.6級（「That Which Survives」）。然而，任一曲速層級的實際速度從未在螢幕上顯明地被陳述，以作為經典紀錄。更甚者，各影集中航行時間與星際距離在陳述上，從未嚴格地保持一貫性（甚至是相當鬆散的）。
在了解到一貫性的問題，同時亦為了展開新的故事情節，《下一代》的創造者決定曲速10級應作為最大值。後台的星际旅行術語建議將曲速尺標重新調整，將舊曲速6級變為新曲速5級，而曲速10級為無限大速度而無法達到。製作人指示船隻可以任意接近曲速10級，但就是無法到達剛好曲速10級。如此則Q與旅人等生命體則能以相當快的速度航行，又可以迴避限制。舉例而言，據估計，旅人將企業號推進到曲速9.999996級的速度。而第四代影集《重返地球》中的劇集「Threshold」附議了這項設定，其中角色提到曲速10級的速度是不可能達到的，因為那是無限大的速度——但不管如何，隨後他們卻達到了，伴隨了快速地（反向）演化成兩棲類的蠑螈的副作用。（雖然許多影迷、製作人員，甚至是該集的編劇與製作人布兰农普遍忽略該集的事件。）
一般普遍接受：以曲速航行的船艦不會感受到任何形式的時間展長；畢竟總體來說，曲速船艦與宇宙間沒有資訊交換。若船艦是採用脈衝引擎，速度則為次光速（亞光速），會感受到時間展長，因為衝量式驅動的船隻仍處在正常時空連續體。也因為這樣，多數船隻會將衝量速度限制在大約四分之一光速。
而在2013年上映的新星际迷航電影系列闇黑無界：星際爭霸戰，有一段在曲速中進行艦對艦戰鬥的情節，并出现了进取号（NCC-1701）被打出曲速场却没有被曲速场边缘极高的时空曲率破坏的情节，但官方暫時未有理論支持這段情節的出現。

### 超曲速引擎
超曲速（transwarp）被多次使用，指的是曲速引擎的高階形式，常為博格人所使用；但也是一項不成功的星際艦隊開發計畫的課題，出現在電影《石破天驚》中。如同欲進入曲速而不會用上無限多的能量，是要在星艦的週遭產生曲速場來突破光速障（在我們的宇宙中是個理論上不可能的事件）；相似地，也需要超曲速場來達到非常高的超光速速率（使得船艦能在很短時間內橫越銀河等級的距離。）

#### 星際聯邦的實驗
實驗中的聯邦星艦精進號（NX-2000）在史戴爾斯（Styles）艦長的領導下，成為聯邦對於超曲速技術的實驗船艦。雖然在《石破天驚》的大螢幕上並未解釋，一般認為超曲速是傳統曲速引擎的快速版本。精進號的首次操作測試會失敗，是因為蒙哥马利·斯科特的暗中破壞，因此才能阻止精進號追逐企業號。在電影《邁入未來》的事件中，精進號（在蘇魯艦長的領導下）已經改裝上標準曲速引擎，因此被認為超曲速測試是以失敗告終。
在2374年，聯邦星艦不屈號的船員被派任一項任務，前往研究聯邦領域中的稀有子空間壓縮現象。原先希望對於這個異常現象的進一步研究，能夠引領創造出可用的超曲速引擎。不幸地這項任務被珍哈達的攻擊所打斷，然而船艦由婕琪·戴克斯少校、麥爾斯·歐布萊恩總管、朱利安·巴希爾醫官與武夫少校成功奪回。

#### 博格人與其他外星人
博格人（如在《銀河飛龍》上下二集劇集"Descent"與《重返地球》最後劇集"Endgame"）使用了名叫「超曲速導管」（transwarp conduits）的異常現象——一些特別的子空間區域使得超曲速航行可以比傳統曲速引擎快到20倍。博格超曲速導管是由編碼過的迅子脈衝所啟動。當博格船隻進入超曲速導管時，會感受到極大的重力場剪應力。為了補償，博格人設計了船隻前方的的結構完整力場（structural integrity field）。人造導管由超曲速中繼站（transwarp hub）連接起來。已知有六個中繼站存在，但一個在劇集"Endgame"中被摧毀；而且凱薩琳·珍葳少將刻意將自身感染神經裂解性病原體（neurolytic pathogen）後再被同化入集合體，整個博格集合體可能也因此遭到毀滅。雖然這點需要進一步的釐清，但既然博格人是彼此連結，很可能每個博格個體都遭受連帶的毀滅。
博格超曲速技術類似於Arturis種族所用的量子滑流技術。

### 曲速速度
《原初系列》中，根據金·羅丹貝利（Gene Roddenberry）與他的劇集編劇指引，曲速速率（s）與曲速層級（w）的三次方呈倍數關係：{\displaystyle s(w)=w^{3}c}。（另有未經證實的說法指出羅丹貝利原本是要將曲速層級的數字簡單地對應到光速的倍數，例如曲速9級表示9倍光速（c），而一群早期的影迷在一間旅館圍住他，告訴他這種設定是無法運作的。）
按照這樣原則，可以將《原初系列》中不同曲速層級所對應的速率列表如下：
| 曲速層級   | 幾倍光速（c） | 大約速度         |
| ---------- | ------------- | ---------------- |
| 曲速1級    | 1 c           | 3.0x105 公里／秒 |
| 曲速1.5級  | 3.375 c       | 1.0x106公里／秒  |
| 曲速2級    | 8 c           | 2.4x106公里／秒  |
| 曲速3級    | 27 c          | 8.0x106公里／秒  |
| 曲速4級    | 64 c          | 1.9x107公里／秒  |
| 曲速5級    | 125 c         | 3.7x107公里／秒  |
| 曲速6級    | 216 c         | 6.5x107公里／秒  |
| 曲速7級    | 343 c         | 1.0x108公里／秒  |
| 曲速8級    | 512 c         | 1.5x108公里／秒  |
| 曲速9級    | 729 c         | 2.2x108公里／秒  |
| 曲速9.25級 | 791 c         | 2.4x108公里／秒  |
| 曲速9.5級  | 857 c         | 2.6x108公里／秒  |
| 曲速9.75級 | 926 c         | 2.8x108公里／秒  |
| 曲速10級   | 1,000 c       | 3.0x108公里／秒  |
| 曲速11級   | 1,331 c       | 4.0x108公里／秒  |
| 曲速14.6級 | 3,112 c       | 9.3x108公里／秒  |
| 曲速15級   | 3,375 c       | 1.0x109公里／秒  |

然而這樣設定仍然無法完整解釋整個影集所出現的場合，因為如此企業號航行速度變得過慢，和電視影集中所提的有時相牴觸，例如That Which Survives這集中，企業號以曲速8.4級航行了11.33小時，而橫越了990.7光年（此段文句為史巴克的台詞）。這樣計算出來的速率超過600,000倍光速；即使是曲速15級，這樣也還超過兩個數量級。對於企業號來說，這也是事實，因為他可以容易地由銀河的一邊航行到另一邊。

#### 新式曲速速度
在後起的幾部影集，奧田(Michael Okuda)以舊制為基礎設置了一項公式，但做出了幾個重要的改變。對於1至9級曲速，若w是曲速層級，s是以公里每秒計量的速率，而c表示光速，則{\displaystyle s(w)=w^{10 \over 3}c}.在曲速9級到曲速10級間的半開放區間，w的指數項快速地增加到無限大。如此，在奧田式尺度中，曲速以漸近線方式趨向曲速10級。這段區間並沒有精確公式，因為在這一段所摘錄到的速率是根據手繪曲線。然而在1995年，寇克瑞恩曲速力學進展獎（Cochrane Award for Advancements in Warp Mechanics）頒給了一位勝出者，其所提的曲速公式為 （页面存档备份，存于）：
{\displaystyle s=w^{{\frac {10}{3}}+{\frac {10}{3}}A(w)B(w)C(w)}c}
其中
- {\displaystyle A(w)\,}為{\displaystyle 0.20467e^{-0.0058(\log(100,000-10,000w))^{5}}}，
- {\displaystyle B(w)\,}為{\displaystyle 1+{\frac {1}{3}}(2\cos(10\pi \log({\frac {8}{100-10w}}))-1)e^{-49.369(\log({\frac {8}{100-10w}}))^{4}}}，
- {\displaystyle C(w)\,}為{\displaystyle 1+1.88269{\frac {{\frac {\pi }{2}}-\arctan(10^{w}\log(20,000-2000w))}{\pi }}}。利用數學軟體所產生來的曲線竟然和原始手繪曲線極度相符。

下方為新式曲速層級（warp factor）和它們以公里每秒為計的大約值，以及幾倍光速（c）：
| 曲速層級     | 幾倍光速（c） | 大約速度         |
| ------------ | ------------- | ---------------- |
| 曲速1級      | 1 c           | 3.0x105公里／秒  |
| 曲速2級      | 10.079 c      | 3.0x106公里／秒  |
| 曲速3級      | 38.941 c      | 1.2x107公里／秒  |
| 曲速4級      | 101.59 c      | 3.0x107公里／秒  |
| 曲速5級      | 213.75 c      | 6.4x107公里／秒  |
| 曲速6級      | 392.50 c      | 1.2x108公里／秒  |
| 曲速7級      | 656.13 c      | 2.0x108公里／秒  |
| 曲速8級      | 1,024 c       | 3.1x108公里／秒  |
| 曲速9級      | 1,516.4 c     | 4.5x108公里／秒  |
| 曲速9.2級    | 1,649 c       | 4.9x108公里／秒  |
| 曲速9.6級    | 1,909 c       | 5.7x108公里／秒  |
| 曲速9.9級    | 3,053 c       | 9.2x108公里／秒  |
| 曲速9.9753級 | 6,000 c       | 1.8x109公里／秒  |
| 曲速9.99級   | 7,912 c       | 2.3x109公里／秒  |
| 曲速9.9999級 | 199,516 c     | 6.0x1010公里／秒 |

| 曲速層級                  | 幾倍光速（c） | 橫越太陽系 | 到南門二 | 橫越星區 | 橫越聯邦 | 橫越本銀河系 | 到仙女座星系 |
| ------------------------- | ------------- | ---------- | -------- | -------- | -------- | ------------ | ------------ |
| 曲速1級                   | 1 c           | 11小時     | 4.36年   | 20年     | 1,000年  | 100,000年    | 2,500,000年  |
| 曲速2級                   | 10.079 c      | 1小時      | 6個月    | 1年      | 100年    | 10,000年     | 200,000年    |
| 曲速3級                   | 38.941 c      | 17分鐘     | 6週      | 6個月    | 25年     | 2,564年      | 51,000年     |
| 曲速4級                   | 101.59 c      | 6.5分鐘    | 18天     | 2個月    | 10年     | 990年        | 19,800年     |
| 曲速5級                   | 213.75 c      | 3分鐘      | 8.4天    | 34天     | 4.6年    | 467年        | 9,345年      |
| 曲速6級                   | 392.50 c      | 1.7分鐘    | 4.6天    | 18.6天   | 2.5年    | 255年        | 5,102年      |
| 曲速7級                   | 656.13 c      | 1分鐘      | 2.8天    | 11.3天   | 1.52年   | 152年        | 3,048年      |
| 曲速8級                   | 1,024 c       | 38秒       | 1.7天    | 7.1天    | 1年      | 100年        | 1,953年      |
| 曲速9級                   | 1,516.4 c     | 26秒       | 1.2天    | 4.8天    | 8個月    | 66年         | 1,319年      |
| 曲速9.2級                 | 1,649 c       | 24秒       | 1.1天    | 4.4天    | 7個月    | 61年         | 1,217年      |
| 曲速9.6級                 | 1,909 c       | 20.7秒     | 23小時   | 3.8天    | 6個月    | 53年         | 1,051年      |
| 曲速9.9級                 | 3,053 c       | 13秒       | 14小時   | 2.4天    | 3.8個月  | 33.3年       | 660年        |
| 曲速9.9753級              | 6,000 c       | 6.6秒      | 7.1小時  | 1.2天    | 1.9個月  | 16.9年       | 335年        |
| 曲速9.99級                | 7,912 c       | 5秒        | 5.4小時  | 22小時   | 1.4個月  | 12.8年       | 254年        |
| 曲速9.9999級 (亚空间通讯) | 199,516 c     | 0.2秒      | 12.8分鐘 | 52分鐘   | 1.6天    | 6個月        | 10年         |

後起的影集在遵守這些速度規範上做得比原始影集好；然而仍離「完美」這詞甚遠。《銀河飛龍》的末後集數（例如"Descent"）和這些規範相牴觸，而《銀河前哨》所提到的聯邦星際艦隊的戰略操作（艦隊移動）也是以奧田式尺度下不可能達到的速度在運作。《航海家号》雖然是以奧田尺度的基礎作為前提，但在幾回顯著的例子，例如"Parallax"或"The 37's"這兩集中，提到的曲速速度也和奧田標準相差甚遠。

### 曲速理論與曲速科技
要對曲速推進系統有更深入的討論，通常會參考由里克·史騰巴赫（Rick Sternbach）和麥可·奧田（Michael Okuda）所著的《銀河飛龍技術手冊》（Star Trek: The Next Generation Technical Manual）第五章「曲速推進系統」，其中提到幾項主題：
- 曲速場理論與應用，包括了曲速測量、速度，以及限制。
- 物質-反物質反應組，包括了反應物噴射器、磁性約束節、反應腔，二鋰晶體的角色，以及能源傳輸導管。
- 曲速場莢艙，包括了電漿噴射系統、曲速場線圈，以及曲速推進效應。
- 反物質儲存與輸送、曲速推進系統燃料供應、巴薩衝壓噴射機的燃料補給，以及船上反物質生成。
- 輪機室操作與安全、緊急關閉流程，以及災變發生流程。

然而需注意的，影集常常有與《銀河飛龍技術手冊》或《銀河前哨技術手冊》矛盾的地方。
連續體扭曲推進（continuum distortion propulsion）的精髓在於產生包覆船艦的曲速場。利用來自物質／反物質反應產生出的高能電漿，以其對曲速機艙的子空間線圈充能，可以產生出曲速場。
能夠克服廣義相對論所提的限制，其關鍵在於子空間場減低了所包覆物體所感的重力常數。如果場的影響使重力常數減到零值，這時傳統上需遵守的相對論就不發生作用，以此情況下，質量因素已被挪除。船艦可以透過「非對稱蠕動場」操控獲得推進力。這是指子空間場是按照從前向後的架構充能，因而將船艦週遭的空間推動，而產生了連續體扭曲推進（continuum distorsion propulsion）這樣的名字。一層曲速場可以達到曲速一級的速度，然而有意思地，這樣的速度並非剛好是光速，以這樣速度行進的物體，即使是光本身，在光速上下的兩種速度態之間交替變換，每個態的停留時間不超過普朗克時間。
達到高曲速層級的關鍵在於將多層曲速場套疊在一起，並調和曲速場間的耦合率和去耦合率。在高曲速時，耦合與去耦合效應造就了更大的推進力。如同上面曲速尺標圖所指的，要達到高曲速層級所要花的能量隨著速度極快地增加，使得要達到曲速10級看起來是不可能的——場的耦合與去耦合率會短於普朗克時間，同時能量要求會超過曲速核所能負載。
既然曲速場是對齊好的，並以從前到後的架構產生，就生出了一項疑問：如果場沒有對齊的話會出什麼狀況？推測上，這會造成船艦結構完整度的災難性影響——船身一部分會以比其他部分更快的速度航行，然而船身會撕裂開來。

#### 重力助推
在星际旅行全部系列中，曲速航行的一項副作用是重力助推（Slingshot effect）。在星際爭霸戰最初幾個劇集中的「Tomorrow is Yesterday」這集內容中，企業號發生意外而首次發現這項效應，成了利用曲速引擎做時光旅行的方法。雖然實際程序的設定故意保留模糊化，但大體上它涉及了以高曲速向恆星航行（設定於第四部電影《搶救未來》，大概速度超過曲速9.8級），軌跡設定在精確計算的彈射路徑。若成功，則旅行至過去或未來都是被允許的。相同的技術隨後於劇集Assignment Earth中被故意使用，目的是進行歷史研究；其中此技術被命名為「光速脫離級數」（light speed breakaway factor）。而在電影《搶救未來》中又被用上；其中此技術被稱為「時間翹曲」（time warp）。這項技術在《銀河飛龍》劇集「Time Squared」中被提及是一種可行的時間旅行方法。

### 曲速造成的環境影響
在《銀河飛龍》第七季劇集「Force of Nature」中，曲速航行對子空間有不利影響，且在一些區域，頻繁使用航線的路徑上可能會造成子空間裂縫。因此在此之後的劇集，超過曲速5級的航行被禁止，然而在影迷社群中有過爭論，討論到這項禁令是只針對受影響區域而設，或者是全區的禁令。如果這是全區的限制，那在之後的劇集與系列影集則被廣泛地忽略，也鮮少提及。然而，曾有這麼一例，在《銀河飛龍》一集中，畢凱艦長下令以高於曲速5級的速度航行，而有人提醒他這項禁令。一些影迷臆測已有技術解決方案被發現，並可能用到了聯邦星艦航海家號的曲速引擎上。這點由星际旅行官方網站的圖文庫所證實，其中解釋了航海家號設計上可以高於曲速5級的速度航行而不會造成子空間破壞，比如空間裂縫。元首級星艦企業號-E也配有進階曲速動力引擎，允許相當高的曲速航行而不破壞空間結構。

## 非科幻的曲速引擎的现实可行性
如許多星艦迷所知，許多未來性技術是在星艦奇航記中首次被勾畫出來，並且後來也被真正的發明，例如摺疊式手機、平板電腦、通訊徽章、皮下注射器（Hypospray）、精靈刀（機械手臂光子刀），以及目前正在開發中的物品（例如VISOR）。於1996年，美國國家航空暨太空總署（NASA）成立了突破性推進物理計畫（Breakthrough Propulsion Physics Program，BPP），其中部分經費支援了曲速引擎方面的推測性工作，這項計畫在2002年中止。
思想實驗還在理論物理荒蕪的前沿漫步前進，時至今日仍未有允許曲速航行被主流科學接受的體系被拓展出來。一些物理學家提出一種超光速航行的模型，以勞侖茲流形的架構來陳述，這種架構在廣義相對論中被用以建立時空模型。然而，這種模型並非愛因斯坦場方程式的解，它也沒有給出如何實際做出曲速泡（warp bubble）的提示，這種模型確實指出速度是無法超過（局域）光速，但原理上卻可能可以透過對時空本身做出適度的彎曲，來迴避光速限制的問題，其中最廣為人知的是阿庫別瑞引擎，具有有趣的特質——其用詞上與星艦系列術語一致：「曲速層級」是空間（或者說時空更為恰當）翹曲的量度，而不是實際的速度。

## 外部連結
- Warp drive在阿尔法记忆網站中的相關摘錄
- NASA's Marshall Space Flight Center's Space Transportation website （页面存档备份，存于）
- Special Relativity Simulator （页面存档备份，存于） What would things look like at near-warp speeds?
- The warp drive: hyper-fast travel within general relativity （页面存档备份，存于），by Miguel Alcubierre
- Null geodesics in the Alcubierre warp drive spacetime: the view from the bridge （页面存档备份，存于） by Chad Clark, William A. Hiscock, and Shane L. Larson
- The unphysical nature of "Warp Drive" （页面存档备份，存于），by Michael J. Pfenning and L. H. Ford
- A Superluminal Subway: The Krasnikov Tube （页面存档备份，存于），by Allen E. Everett and Thomas A. Roman
- Quantum Inequality Restrictions on Negative Energy Densities in Curved Spacetimes （页面存档备份，存于） by Michael John Pfenning and L. H. Ford
- A "warp drive" with more reasonable total energy requirements （页面存档备份，存于），by  Chris Van Den Broeck
- Warp Drive With Zero Expansion （页面存档备份，存于） by Jose Notario,
- Fundamental Limitations on warp drive spacetimes （页面存档备份，存于） by Francisco S. N. Lobo and Matt Visser
- Problems with Warp Drive Examined （页面存档备份，存于）